# 郷川 (富山県)
郷川（ごうがわ）は、富山県滑川市・中新川郡上市町を流れる上市川の支流の二級河川。延長は8.50キロメートル。

## 特徴
箕輪城山を源流としており、五位尾集落のある山村を通った後、平地に出てからは谷底平野を形成しながら東福寺野台地の南側の旧山加積村（現在は滑川市と上市町で分割）の辺りを流れて行き上市川に合流する。
上市川の数少ない支流の一つである。

## 自然
上流域には代償植生として広葉樹のコナラが多く自生しており、一部ウラジオカシが生える。下流部は一部ヨシが自生する。
また、2010年には郷川に2000匹のヤマメの放流が行われている。

## 観光
- 黒川遺跡
- 穴の谷の霊水